# كارل هنري كيلر
كارل هنري كيلر (بالإنجليزية: Carl Henry Keller)‏ هو سياسي أمريكي، ولد في 9 يناير 1875، وتوفي في 29 مارس 1952 في مقاطعة أوسيولا في الولايات المتحدة.